# Dune hydraulique
 (mai 2009).
Les dunes hydrauliques sont des dunes formées non sous l'action du vent, mais par celle du courant marin, sous la mer.
Dans le pas de Calais, ces dunes sous-marines essentiellement composées de sables coquilliers, s'élèvent parfois jusqu'à 20 m au-dessus des fonds et se déplacent latéralement et longitudinalement au gré de l'action des courants, de 40 à 70 m par an.

## Écologie
Comme les ridens qui lui sont associés dans le pas de Calais, la dune hydraulique est un habitat écologique considéré comme d'intérêt européen. Ces milieux sont vulnérables au chalutage.
Dans le pas de Calais, les ridens et les dunes hydrauliques proches sont sur une zone de 68 071 hectares (680,71 km2) classés comme aire marine protégée et inscrite dans le Réseau Natura 2000 en mer (Les bancs de dunes hydrauliques à « faible couverture permanente d'eau marine » sont en effet un des « habitats d'intérêt communautaire » ; habitat no 1110).
Les dunes hydrauliques elles-mêmes sont assez pauvres en espèces car les algues, coraux et organismes fixés ne peuvent s'accrocher sur leur surface mouvante, mais elles hébergent des organismes fouisseurs, des poissons plats et plusieurs espèces qui leur sont spécifiquement inféodées.

Localement, depuis la fin de la dernière glaciation, de riches faciès à maërl se sont constitués.
Ces algues rouges corallinacées biosynthétisent du calcaire (CaCO3) qui s'accumule dans leur nécromasse sous la couche vivante, et contribuent au puits de carbone océanique. Ces faciès à maërl abritent à eux seuls environ 130 espèces de mollusques et crustacés. 60 espèces de macroalgues, plus de 160 espèces d’annélides.

## Études
Des dunes sous-marines existent dans les zones d’implantation éolienne en mer de la mer du Nord et de la Manche orientale, qui depuis 10 000 ans se déplacent naturellement sous l’effet des courants marins et de la houle. Sur les zones d'implantation d'éoliennes il faut donc anticiper d'éventuels changements morphologiques ou déplacements (pour savoir à quelle profondeur enfouir les câbles) 
De 2019 à 2021, le Service hydrographique et océanographique de la Marine (SHOM) et l'Institut France énergies marines feront des campagnes de mesure sur le site du futur parc éolien de Dunkerque. L’étude portera aussi sur l’environnement marin (des micro-organismes aux poissons) en complément d'une mise à jour fine de la cartographie des fonds ; l'étude (1,2 M€) sera soutenue par l'ANR (Agence nationale de la recherche) dans le cadre du PIA (programme d'investissements d'avenir), et par France Énergies Marines (coordination des acteurs). Le SHOM pilote l'étude, qui associe un consortium d'une dizaine de partenaires (public/privé) et des représentants des professionnels de la mer.